# اویتسیلوپوچتلی

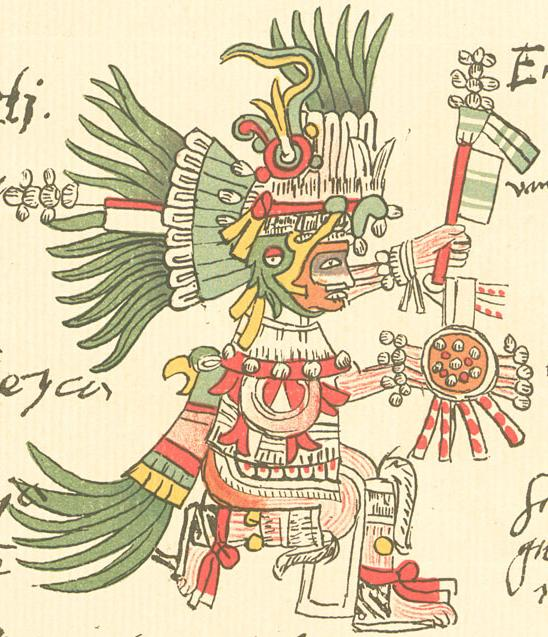
اویتسیلوپوچتلی، طرحی در مستندات تلریانو-رمنسیس.

هویتزیلوپوچتلی یا اویتسیلوپوچتلی (به ناهواتل کلاسیک: Huitzilopōchtli، یا [hwitsiloˈpo:tʃtɬi])، به معنای «مرغ مگس خوار در سمت چپ»، یا «مرغ مگس خوار چپ دست» (لغت huitzilin در زبان ناهواتل به معنای مرغ مگس خوار می‌باشد)، در اساطیر آزتک یک خدای جنگ، یک خدای خورشید، و حامی و پشتیبان شهر تنوچتیتلان بود. او همچنین خدای ملی مکزیکی‌های تنوچتیتلان محسوب می‌شد.

## ایزدی که آزتک‌ها را از دل افسانه‌ها آورد
آزتک‌ها که به نام‌های مختلفی چون: تنوچکا مکزیکا، کُلهوا مکزیکا و... نامیده شده‌اند، قدرتمندترین سرخپوستان مکزیک در عصر تاریخی بودند. بنا به روایات اساطیری، این قوم به‌دنبال ایزد خویش، اویتسیلوپوچتلی، که کاهنی در جلوی آنان مجسمه او را حمل می‌کرد و با آنان صحبت می‌داشت، از آزتلان، که سرزمینی افسانه‌ای به نظر می‌رسد، آمده‌اند.
به روایت اسطوره‌ها، باید روزی توقف می‌کردند که چشمشان به عقابی می‌افتاد که روی درخت نوپال(کاکتوس انجیری)، که میوهٔ سرخ رنگش به سان قلب انسان است، نشسته و مشغول از هم دریدن و خوردن ماری باشد؛ این نشانه‌ای برای آنها بود. آنان این منظره [یا این نشانه] را، در جایی که معبد اعظم خویش را برپا داشتند، در تنوچتیتلان [که بعدها تبدیل به پایتخت آزتک شد]، مشاهده کردند، [پس گفتند]:
بگذارید در جایی که نوپال هست، زاویه کوچکی بسازیم تا ایزد ما، عاقبت به آرامش دست یابد.
فرانسیسکو کلاویجرو که در سده هیجدهم در وراکروس متولد شده، نوشته‌است که آزتک‌ها از جایی در منتهی‌الیه شمال رودخانه کلرادو آمدند، و مهاجرت آنها، به سبب آواز پرنده‌ای بود، که بر فراز درختی نشسته و می‌خواند: «تی وی!»، این واژه، واژه‌ای بود که به زبان آزتکی، مفهوم ِ«بیا برویم» داشت. پس آنان به راه افتادند و به دنبال مجسمه اویتسوپوچتلی، ایزد جنگ و خورشید رفتند.

## ایزدی کاملاً آزتکی

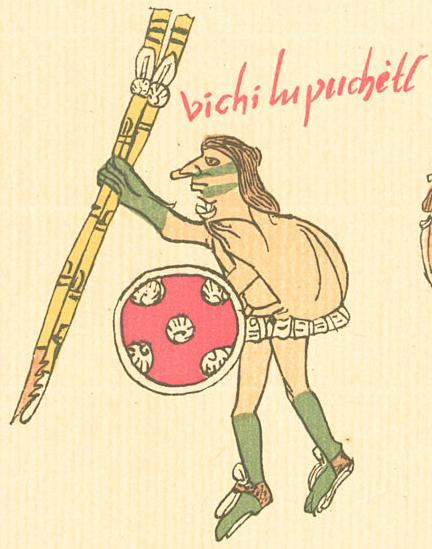
اویتسیلوپوچتلی در شکل مردانه اش، از مستندات تلریانو رمنسیس.

آزتک‌ها یک معبد مخصوص به نام کوتئوکالیا داشتند که پیکره‌های تصرف شدهٔ خدایان بیگانه را در آن نگهداری می‌کردند. گرچه می‌توان [از این موضوع] نتیجه گرفت که بسیاری از مضامین و خدایان اسطوره‌ای آزتک از دیگر فرهنگ‌های آمریکای میانی گرفته شده‌است، اما برخی اسطوره‌ها، مطلقاً آزتکی هستند. به‌خصوص در این میان باید از سرچشمه‌های اسطوره‌ای اویتسیلوپوچتلی در مونته کوتپک نام برد که منشور مقدس توسعه طلبی دولت آزتک بود.
چندمفهومی در پیکرهای الهی نزد آزتک‌ها نیز مرسوم بود و از آنجا که می‌خواستند حقانیت خود را به اثبات برسانند، سعی داشتند تا ویژگی‌های تسکاتلیپوکا را به ایزد خویش اویتسیلوپوچتلی، که یک ایزد کاملاً آزتکی بود، انتقال دهند. گرچه تسکاتلیپوکا به خاطر ماهیتش قابل وصف و تعریف نیست، اما در اسطوره‌ای که دربارهٔ چهار هیأت وی ذکر شده، چهارمین آنها یعنی اویتسیلوپوچتلی چنین توصیف شده‌است:
او بدون گوشت و فقط با استخوان‌ها، به مثابهٔ اسکلتی متولد شد.